# Alessandro Casse
Alessandro Casse (Oulx, 30 aprile 1946 – Bergamo, 22 dicembre 2021) è stato uno sciatore di velocità italiano.
Era padre di Mattia Casse, componente della squadra italiana di sci alpino.

## Biografia
Originario di Oulx, negli anni '70 del XX secolo partecipò a numerose edizioni dei campionati mondiali di chilometro lanciato, stabilendo il primato mondiale nel luglio 1971 sulla pista di Plateau Rosà con la velocità di 184,143 km/h.
Nel 1973 portò il limite a 184,237 km/h. È morto il 22 dicembre 2021 all'età di 75 anni.